# Phyllocladus hypophyllus
Phyllocladus hypophyllus ist eine Koniferen-Art aus der Gattung der Blatteiben (Phyllocladus) aus der Familie Steineibengewächse (Podocarpaceae). Sie wächst als bis zu 40 Meter hoher Baum oder in höheren Lagen als Strauch. Sie bildet wie alle Vertreter der Gattung Phyllokladien, also Triebe die wie Blätter geformt sind und ähnliche Funktionen erfüllen. Die eigentlichen Blätter sind klein, nadelförmig und werden an älteren Bäumen nur 2 bis 5 Millimeter lang. Die Phyllokladien dagegen können eine Länge von bis zu 13 Zentimeter erreichen. Das Hauptverbreitungsgebiet liegt auf Borneo, Neuguinea und auf den Philippinen, weitere Vorkommen gibt es auf den Molukken und auf Sulawesi. Das Holz ähnelt dem der Steineiben, wird vielfältig genutzt, hat aber beinahe nur lokale Bedeutung.

## Beschreibung

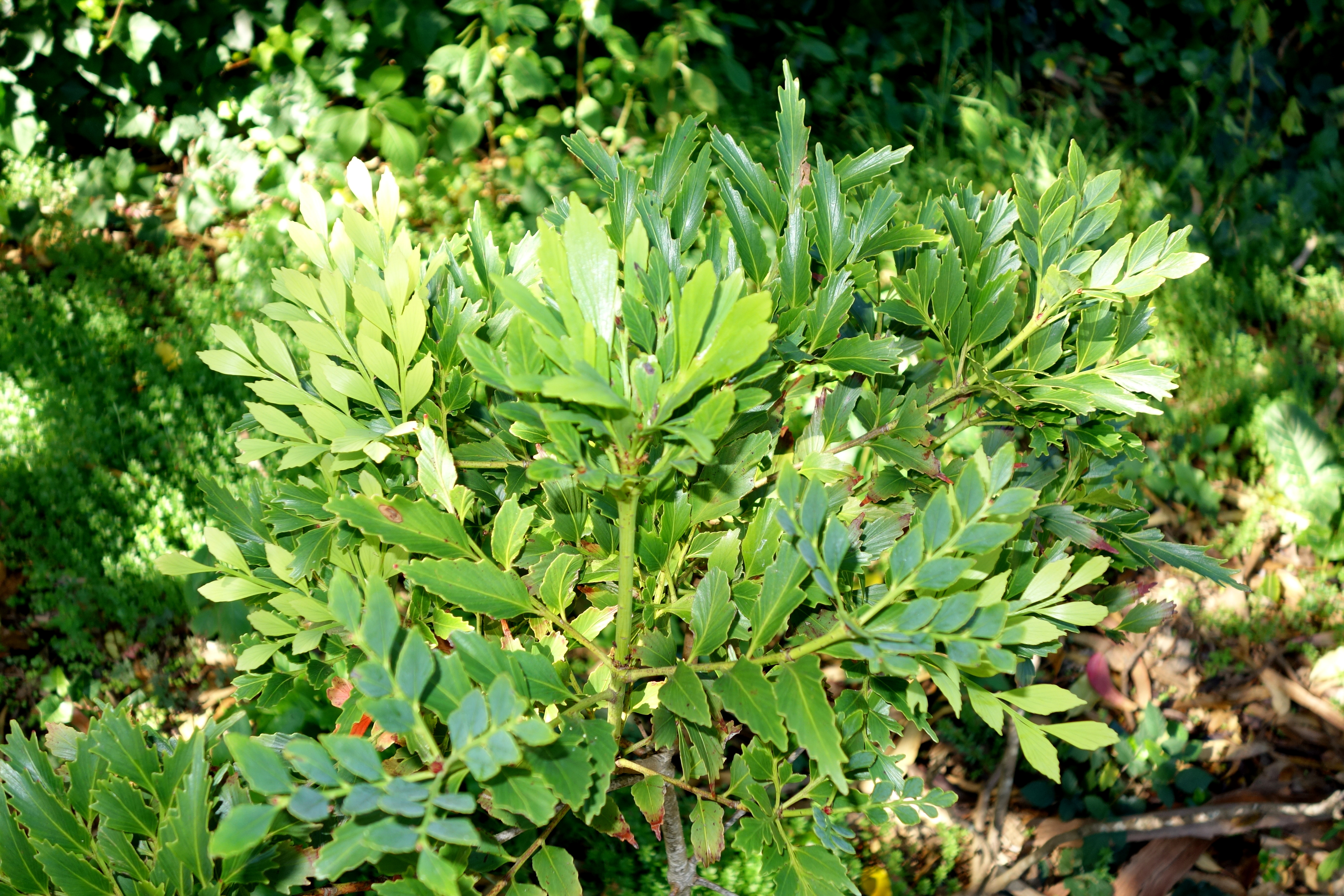
Phyllocladus hypophyllus im botanischen Garten von San Francisco

Die Art bildet Sträucher oder bis zu 40 Meter hohe Bäume. In hohen Wäldern bildet sie astlose Stämme bis zu einer Höhe von 20 Metern und mehr und Brusthöhendurchmesser von bis zu 100 Zentimetern, bleibt jedoch meist dünner. Die Rinde ist bis 25 Millimeter dick und bildet zahlreiche große warzige Korkporen. Die Borke älterer Bäume ist schuppig, dunkelbraun und unter Witterungseinfluss dunkelgrau bis schwarz. Sie blättert in kleinen bis mittelgroßen Schuppen ab und gibt dann die innere Rinde frei. Die Rinde ist nahe dem Holz rot oder rosafarben und leicht faserig. Die Äste stehen waagrecht oder aufsteigend und bilden abhängig vom Standort eine schmale bis breite Krone. Die belaubten Zweige sind meist gerade, stielrund, kräftig und glatt. Sie stehen ausgebreitet mit einem Winkel kleiner als 90°. Junge Triebe sind rot getönt, später grün und dann hellbraun und enden in einer kurzen Knospe mit ausgebreiteten, dreieckigen bis nadelförmigen Schuppen. Die eigentlichen Blätter sind an Sämlingen pfriemlich-linealisch, spitz, 5 bis 10 Millimeter lang und 0,5 bis 0,7 Millimeter breit. Sie haben auf der Unterseite eine Mittelader und Spaltöffnungen. Die Blätter junger Bäume sind 2 bis 5 Millimeter lang, abfallend und entwickeln sich an der Basis und an den Rändern der Phyllokladien. Die Phyllokladien wachsen in den Achseln nicht voll entwickelter, abfallender, nadelförmiger Schuppenblätter einzeln oder zu zweit bis fünft ringförmig an Langtrieben. Sie sind in fünf bis zehn Segmenten wechselständig gefiedert, beidseitig abgeflacht, blattähnlich, in Größe und Form sehr variabel, 1 bis 13 Zentimeter lang, 0,5 bis 5 Zentimeter breit und im Umriss meist rhombisch, seltener parabolisch oder lanzettlich. Sie sind ganzrandig oder haben einen teilweise tief gekerbten oder bei Sämlingen tief gelappten Rand und laufen zu einer gestielten Basis zusammen. Die Samenzapfen tragenden Phyllokladien sind kleiner, unregelmäßig zergliedert, nur wenig gelappt, häufig keilförmig oder tief ausgerandet. Von der Basis der einzelnen Phyllokladiensegmente bis nahe der Spitze verläuft eine Mittelader von der aus wenige bis viele beinahe parallele Seitenadern ausgehen, die leicht nach außen gebogen sein können. Gerade austreibende Phyllokladien sind gelblich grün, rot oder rostbraun, später hell grün oder rot bis kupferfarben überlaufen und manchmal glauk. Ausgewachsene Phyllokladien sind oberseits glänzend tiefgrün oder dunkelgrün, unterseits blass grün und manchmal glauk. Auf der Unterseite sind zahlreiche Spaltöffnungen in unregelmäßigen Linien angeordnet.
Phyllocladus hypophyllus ist meist zweihäusig. Die männlichen Pollenzapfen wachsen in Gruppen von meist zwei bis acht, manchmal bis 15 an Zweigen, die von der Basis junger Triebe oder von einer endständigen Knospe ausgehen. Jeder einzelne Zapfen wächst auf einem 5 bis 25 Millimeter langen Stiel, an dessen Basis eine bandförmige, trockenhäutige Deckschuppe wächst. An der Basis der Zapfen wachsen manchmal mehrere Phyllokladien und zwei kleine Deckschuppen. Die Zapfen sind zylindrisch, 10 bis 15 Millimeter lang, mit einem Durchmesser von 2,5 bis 5 Millimetern, im unreifen Zustand rosafarben oder rötlich uns später gelb. Die Mikrosporophylle sind eiförmig-dreieckig, häufig zugespitzt und haben an der Basis zwei runde Pollensäcke. Die weiblichen Samenzapfen wachsen einzeln, zu zweit oder zu dritt in den Achseln nicht voll entwickelter Schuppenblätter am Rand oder in einer Ausbuchtung an der Spitze eines Phyllokladiums, oder auf endständigen Verzweigungen ohne Phyllokladien. Sie sind 5 bis 10 Millimeter lang, bei einem Durchmesser von 2,5 bis 4 Millimetern. Jeder Samenzapfen besteht aus fünf bis 15 Deckschuppen, wobei eine bis drei fruchtbar sind und zu einer roten oder purpurfarbenen, 5 bis 7 Millimeter langen kuppelartigen Struktur zusammenwachsen, die später etwas anschwillt und sich hellrot färbt. Getrocknet ist sie ledrig braun. Je fruchtbarem Deckblatt wird ein einzelner Same gebildet, der jeweils von einem weißen oder gelben Arillus etwa bis zur Hälfte bedeckt ist. Die Samen sind hart, 5 bis 7 Millimeter lang, halb eiförmig (seitlich abgeflacht), und haben eine kleine Vorwölbung an der Spitze. Bei Reife sind sie glänzend hellbraun oder kastanienbraun.

## Verbreitung und Ökologie
Das natürliche Verbreitungsgebiet von Phyllocladus hypophyllus liegt auf Borneo, auf den Molukken, den Philippinen, auf Sulawesi und auf Neuguinea.
Phyllocladus hypophyllus wächst im niederen montanen bis zu subalpinen immergrünen Regen- und Nebelwäldern in Höhen von 600 bis 3400 Metern. Kleinere Bestände gibt es in Höhen ab 310 Metern und bis in 4000 Metern. Das Verbreitungsgebiet wird der Winterhärtezone 10 zugerechnet mit mittleren jährlichen Minimaltemperaturen zwischen −1,1 und +4,4 °C (30 bis 40° Fahrenheit). In niedrigeren Lagen erreicht die Art die größten Wuchshöhen. Sie bildet beispielsweise in Kerangas auf aus Sandstein gebildetem weißen Sand mit verschiedenen Arten der Kauri-Bäume (Agathis), oder in Mischwäldern mit Vertretern der Steineibengewächse (Podocarpaceae), der Buchengewächse (Fagaceae) und der Lorbeergewächse (Lauraceae) die oberste Kronenschicht. Im höher gelegenen Nebelwald oder in niedrigen, nur bis 20 Meter hohen und stark bemoosten Wäldern sind die Bäume der Art stark von Farnen und Moosen als Epiphyten bewachsen. Diese Wälder dominiert sie zusammen mit verschiedenen Arten der Harzeiben (Dacrydium), der Warzeneiben (Dacrycarpus) und der Steineiben (Podocarpus) oder es handelt sich um Mischwälder. Auf Neuguinea ist häufig die Scheinbuche Nothofagus grandis die dominierende Art, neben denen man Phyllocladus hypophyllus und verschiedene Vertreter der Steineibengewächse (Podocarpaceae) findet. In noch höheren Lagen sind die Wälder nur mehr niedrig, die Art wächst dann strauchförmig häufig am Rand feuchter Wiesen. Phyllocladus hypophyllus wächst auf einer Vielzahl von Böden, so auf solche, die aus Granit, Serpentin oder Sandstein entstanden sind, auf torfigen Böden, auf verwittertem Kalkstein oder auf vulkanischem Untergrund.

## Gefährdung und Schutz
Phyllocladus hypophyllus wurde im Jahr 2014 von der IUCN in der Roten Liste als nicht gefährdet („Least Concern“) eingestuft. Die Art ist weit verbreitet und in ihrem Verbreitungsgebiet häufig. Sie wird jedoch häufig zusammen mit anderen Vertretern der Steineibengewächse (Podocarpaceae) gefällt und die Bestände gehen in diesen gebieten zurück. In vielen Bereichen, besonders auf den Philippinen, gehen Bestände auch durch Entwaldung verloren. In höheren Lagen sind die Bäume kleiner und sowohl das Fällen der Bäume als auch die Entwaldung haben nur eine geringe oder keine Auswirkung. Außerdem gibt es in allen Staaten, in denen die Art vorkommt, geschützte Gebiete. Insgesamt sind die Bestände rückläufig, doch rechtfertigt das noch keine andere Einordnung.

## Systematik und Forschungsgeschichte
Phyllocladus hypophyllus ist eine Art aus der Gattung der Blatteiben (Phyllocladus) in der Familie der Steineibengewächse (Podocarpaceae). Die Art wurde 1852 von Joseph Dalton Hooker in Icones Plantarum erstbeschrieben. Das Typusexemplar stammt vom Kinabalu auf Borneo, dem höchsten Berg Malaysias, wo die Art häufig und über einen weiten Höhenbereich vorkommt. Synonyme sind Phyllocladus hypophyllus var. protractus Warb., Phyllocladus major Pilg., Phyllocladus protractus (Warb.) Pilg. und Podocarpus hypophyllus (Hook.f.) Kuntze.
Durch die weite Verbreitung gibt es deutliche Unterschiede zwischen den einzelnen Exemplaren, besonders in der Form der Phyllokladien, aber auch in der Wachsmenge an deren Unterseite. Die Vertreter aus den drei Hauptverbreitungsgebieten auf Borneo, auf Neuguinea und auf den Philippinen werden daher manchmal drei getrennten Arten zugeordnet. Doch gibt es auch deutliche Unterschiede zwischen den Bäumen in den jeweiligen Gebieten, sie ein ähnliches Ausmaß annehmen, sodass den meisten Botanikern die Zuordnung zu einer Art gerechtfertigt erscheint.
Der Gattungsname Phyllokladus verweist auf die Phyllokladien, also den zu blattähnlichen Organen umgewandelte Zweigen. Es leitet sich vom griechischen phyllos „Blatt“ und klados „Ast“ oder „Trieb“ her. Das Artepitheton hypophyllus stammt ebenfalls aus dem Griechischen, hypo bedeutet „darunter“ und phyllus „belaubt“, wobei unklar ist, warum Hooker diesen Ausdruck gewählt hat.

## Verwendung
Phyllocladus hypophyllus wächst nur selten als großer Baum, das Holz ist daher nur lokal von Bedeutung. In Papua-Neuguinea ist es sogar verboten, das Holz als Rundholz, also ohne Aufbereitung in Sägewerken, zu exportieren, um damit die eigene Wirtschaft zu unterstützen. Das Holz ähnelt dem der Steineiben (Podocarpus), es hat eine feine Textur und ist einfach zu bearbeiten. Es wird als leichtes Bauholz, zur Herstellung von Böden und in geringerem Maße auch zur Erzeugung von Möbeln verwendet. Früher wurde auch das Harz gewonnen und weiterverwendet. Aus der Rinde werden in Neuguinea Dächer hergestellt, und aus den Phyllokladien wird auf Borneo Tee zubereitet. Die Art wird selten kultiviert, meist nur in botanischen Gärten.